# Lonato del Garda
Lonato del Garda (avant le 1er juillet 2007 Lonato) est une commune italienne d'environ 15 700 habitants située dans la province de Brescia, dans la région Lombardie en Italie.

## Histoire
La bataille de Lonato eut lieu les 2 et 3 août 1796 pendant les guerres de la campagne d'Italie, entre les forces françaises et austro-sardes et se solda par une victoire française.

## Culture

Résurrection, par Bernardino Licinio, dans la Basilica di San Giovanni Battista (Lonato del Garda). À gauche la Vierge Marie à droite saint Jean Baptiste. Juin 2023.

Le peintre baroque vénitien Andrea Celesti, y peint des retables entre 1690 et 1693.

## Administration
| Période                                  | Période | Identité      | Étiquette | Qualité |
| ---------------------------------------- | ------- | ------------- | --------- | ------- |
| 2005                                     | 2015    | Mario Bocchio | PdL       | -       |
| Les données manquantes sont à compléter. |         |               |           |         |

### Hameaux
Esenta, Sedena, Malocco, Castelvenzago, Campagna, Barcuzzi, Lido, Madonna della Scoperta, Centenaro

### Communes limitrophes
Bedizzole, Calcinato, Calvagese della Riviera, Castiglione delle Stiviere, Cavriana, Desenzano del Garda, Padenghe sul Garda, Pozzolengo, Solférino